# Ascendant (astrologie)

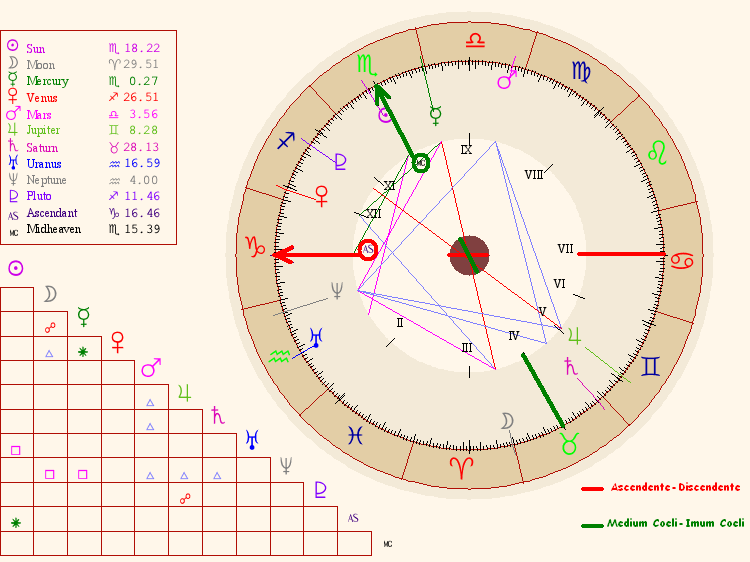
Exemple de thème astral comprenant le tableau des aspects interplanétaires. La flèche rouge représente l'horizon et pointe vers l'ascendant. La flèche verte figure la trace du méridien quand il est projeté sur le zodiaque à midi, et aboutit au Milieu du Ciel.

Pour les articles homonymes, voir ascendance.
 (septembre 2009).
Si vous disposez d'ouvrages ou d'articles de référence ou si vous connaissez des sites web de qualité traitant du thème abordé ici, merci de compléter l'article en donnant les références utiles à sa vérifiabilité et en les liant à la section « Notes et références ».
L'ascendant en astrologie est un des éléments d'un thème astral. C'est un point, le point de l'écliptique situé sur l'horizon oriental pour ce lieu et ce moment donnés, mais on appelle également ainsi le signe qui contient ce point. Jusqu'à la fin du XIXe siècle, la priorité dans l'interprétation du thème astrologique était donnée au signe ascendant, et non au signe où se trouvait le Soleil. Ainsi, être né (par exemple) « sous le signe du Bélier » voulait dire avoir l'ascendant, et non le Soleil, dans ce signe. La priorité n'a été donnée au cycle annuel par rapport au rythme journalier qu'avec l'essor de l'astrologie populaire.

## But principal de l'étude de l'Ascendant
Un des postulats de l'astrologie est qu'une personne née le 28 mars 1969 à 15 h sera différente sur certains points de son caractère d'une personne née le même jour à 8 h 30. En effet, si dans leur thème astral respectif, ces personnes présentent le même signe astrologique (solaire), leur ascendant n'est pas le même. Or selon la plupart des astrologues, le signe où se trouve le Soleil correspond à la « volonté », à la personnalité profonde, alors que, selon l'astrologue Jean-Pierre Nicola, la pointe de l'ascendant correspond au « sujet en personne », qui est une partie de la personnalité, celle qui est reflétée aux autres (autrement dit, le comportement).

## Calcul de l'Ascendant
L'ascendant se calcule grâce à la connaissance de l'heure et du lieu de naissance de la personne.
Certains astrologues le calculent grâce à des logiciels, d'autres grâce à des tables de maisons. Ces dernières indiquent notamment quel est le degré de l'écliptique où se trouve l'ascendant en fonction du temps sidéral du thème astral considéré et de la latitude géographique du lieu pour lequel on dresse le thème. Il s'agit de tableaux indiquant la longitude écliptique recherchée dans des colonnes qui se suivent (correspondant chacune à une latitude donnée) avec le temps sidéral dans la première colonne.

## Durée inégale des ascendants

Le disque horizontal vert représente la terre ferme (l'horizon physique) pour une personne située sur le 50e parallèle. Noter la trajectoire des sphères et la durée de leur trajet au-dessus et en dessous de l'horizon, ainsi que les lieux de leurs couchers et levers. Les cercles verts et rouge représentent les tropiques et l'équateur, respectivement, projetés dans le ciel.

À cause de l'inclinaison de l'axe terrestre, la durée de positionnement quotidienne de chacun des douze signes sur l'horizon est inégale; par conséquent, certains ascendants sont plus fréquents que d'autres.
À Paris, les durées d'ascendance approximatives des 12 signes sont :
- Poissons et Bélier : 1 h 00 min ;
- Verseau et Taureau : 1 h 15 min ;
- Capricorne et Gémeaux : 1 h 50 min ;
- Cancer et Sagittaire : 2 h 30 min ;
- Lion et Scorpion : 2 h 40 min ;
- Vierge et Balance : 2 h 45 min.

Dans l'hémisphère sud ces durées sont inversées, alors que près de l'équateur elles sont plus ou moins égales.

## Définitions astronomique et astrologique plus pointues de l'Ascendant

L'Ascendant, intersection de l'écliptique et de l'horizon

Le point ascendant est le point d'intersection vers l'est entre l'horizon et l'écliptique. Si le Soleil franchit l'horizon Est (il se lève), comme le Soleil est par définition toujours sur l'écliptique, il coïncide alors avec l'ascendant. L'horizon et l'écliptique ont un second point d'intersection vers l'Ouest appelé point Descendant. Si le Soleil franchit l'horizon Ouest (il se couche), comme le Soleil est par définition toujours sur l'écliptique, il coïncide alors avec le descendant. L'ascendant et le Descendant forment par leur prolongement ce qu'on appelle la ligne d'horizon sur le cercle-photo des douze signes. Ces deux points sont toujours opposés par rapport au cercle des signes (par rapport au centre du thème) car il s'agit de points formant un axe de la sphère terrestre prolongé sur la sphère céleste (celle des signes). Il y a ainsi égalité en espace entre ce qui est au-dessus de l'horizon et ce qui est au-dessous (mais pas forcément égalité en temps de parcours des astres entre l'hémisphère diurne et l'hémisphère nocturne).
En bref, l'ascendant est le point de démarcation où ce qui est au-dessous de l'horizon (donc invisible) passe au-dessus de l'horizon (devient visible).
Quant à la différence de signification astrologique entre le signe occupant ce lieu terrestre (signe ascendant) et le signe solaire, Claire Santagostini donne l'exemple suivant : « Teilhard de Chardin, Gémeaux par son Ascendant, s'est passionné pour tout ce qui touche à l'incarnation terrestre : il a le Soleil en Taureau ; et il en est résulté une œuvre d'écrivain (nature Gémeaux). ». Ainsi, si le signe où se trouve le Soleil représente l'image de soi que l'on veut donner au monde, l'Ascendant relève plus d'une construction : il pousse la personne à unifier sa personnalité vers la manifestation de cet Ascendant, car il est un aiguillon qui pousse constamment l'individu à agir dans son sens. L'ascendant serait ainsi la manière dont on extériorise sa volonté, laquelle correspondrait, en tant qu'énergie plus intériorisée, au signe solaire. Autrement dit, la position du Soleil en signe correspondrait à l'être profond, alors que l'ascendant correspondrait à ce que les autres pensent ou disent que l'on est.

## Présence d'une Planète peu après l'Ascendant

Un diagramme typique des travaux biaisés de Michel Gauquelin, prétendant montrer à la naissance de sportifs notables une plus grande fréquence statistique de la planète Mars après son lever (= son passage à l'ascendant) ou après sa culmination (= son passage au Milieu du Ciel).

Michel Gauquelin a affirmé avoir découvert une corrélation statistique positive entre le fait que la planète Mars soit passée à son lever ou à sa culmination peu avant la naissance d'un individu et la probabilité que cet individu devienne un champion sportif au « moral de fer » (Effet Mars).
Ce fait a suscité plusieurs controverses :
1. De la part de la communauté scientifique : présence de biais statistiques notamment[14] ;
2. De la part de la communauté astrologique, qui est divisée entre une branchette qui se réclame de la science (Astrologie statistique), et une majorité qui constate que « l'astrologie, cela marche » même si ce n'est pas une science, mais plutôt un art, les fautes d'interprétation étant alors imputables à l'artiste, et pas à l'astrologie en tant que telle.